# Peter von Biron
Peter von Biron (Mitau Ducat de Curlàndia i Semigàlia, 15 de febrer de 1724 - Gellenau (Alemanya), 13 de gener de 1800) fou el darrer duc de Curlándia i Semigàlia entre el 1769 i el 1795.

## Biografia
Peter va néixer a Jelgava (en alemany: Mitau) com el fill de Ernst Johann von Biron, futur Duc de Curlàndia, i la seva esposa Benigna von Trotha. Quan tenia 16 anys, va ser forçat a seguir la seva família a l'exili a Sibèria. El 1769, Peter va heretar el Ducat de Curlàndia i Semigàlia del seu pare. Va ser escollit Membre de la Royal Society el 1771.
El 1775, va fundar l'Acadèmia Petrina a Jelgava esperant que l'escola pogués arribar a ésser una universitat. Va cedir primer el govern del ducat i més tard, el 1795, el seu territori a l'Imperi Rus, rebent a canvi una alta compensació. Això el va ajudar el 1782 a poder comprar i remodelar el palau Kurland al bulevard Unter den Linden de Berlín. El 1785, va comprar el parc i el castell Friedrichsfelde -part de l'actual Tierpark Berlin, zoo de la ciutat-, el qual va construir amb una luxosa bellesa. L'abril del 1786, va adquirir el Ducat de Sagan de la família bohèmia Lobkovic, fent servir des d'aleshores addicionalment el títol de Duc de Sagan (Żagań). El 1795, Rússia va decidir el destí últim de Curlàndia quan amb els seus aliats va començar el tercer repartiment de Polònia, se li va donar una «amable recomanació» i el Duc Peter von Biron va renunciar als seus drets a favor de Rússia. Amb la firma del document final el 28 de març de 1795, el Ducat de Curlàndia i Semigàlia va deixar d'existir. Cinc anys més tard, Peter va morir.

## Matrimoni i descendència
Peter es va casar amb: 
- Princesa Carolina de Waldeck-Pyrmont (14 d'agost de 1748 - 1782) el 1765; divorciat el 1772
- Princesa Eudòxia Borisovna Yusupova (16 de maig de 1743 - 1780) el 1774; divorciat el 1778
- Comtessa Dorotea von Medem (membre d'una antiga família noble de Curlàndia) el 1779.[2] Van tenir sis fills, entre ells Wilhelmine de Sagan, que seria amant de Klemens Wenzel Lothar von Metternich, dos dels quals van morir en la infància.